# آدی (خواننده)
آدلاید شبن دو بالزاک (به فرانسوی: Adélaïde Chabannes de Balsac؛ زادهٔ ۲۳ آوریل ۱۹۹۵) که بیشتر با نام هنری آدی (به انگلیسی: Adé) شناخته می‌شود، موسیقی‌دان و خوانندهٔ فرانسوی چندسبک است؛ که از بین این سبک‌ها می‌توان از فولک پاپ نام برد.